# 魯卡斯石油
魯卡斯石油（英語：Lucas Oil Products, Inc.），由貨車司機福雷斯特·盧卡斯與其妻子夏洛特·盧卡斯於1989年在美國創立的機油、油品添加劑及潤滑劑製造商。

## 外部連結
- 官方网站